# Copa Argentina de Básquet 2004
La Copa Argentina de Básquet 2004 o tan solo Copa Argentina 2004 fue la tercera edición de este torneo oficial de pretemporada organizado por la Asociación de Clubes de Básquet. Contó con la participación de treinta y un equipos, dieciséis de la Liga Nacional de Básquet 2004-05 y quince del Torneo Nacional de Ascenso 2004-05.
El cuadrangular final se disputó en el Microestadio Luis Conde, popularmente conocido como La Bombonerita, propiedad de Boca Juniors, mismo club que se proclamó campeón.

## Equipos participantes
| Liga Nacional de Básquet 2004-05 | Liga Nacional de Básquet 2004-05 | Liga Nacional de Básquet 2004-05 |
| Equipo                           | Ciudad                           |                                  |
| -------------------------------- | -------------------------------- | -------------------------------- |
| Argentino                        | Junín                            |                                  |
| Atenas                           | Córdoba                          |                                  |
| Belgrano                         | San Nicolás                      |                                  |
| Ben Hur                          | Rafaela                          |                                  |
| Boca Juniors                     | Buenos Aires                     |                                  |
| Central Entrerriano              | Gualeguaychú                     |                                  |
| Conarpesa Deportivo Madryn       | Puerto Madryn                    |                                  |
| Estudiantes                      | Olavarría                        |                                  |
| Gimnasia                         | Comodoro Rivadavia               |                                  |
| Gimnasia                         | La Plata                         |                                  |
| Libertad                         | Sunchales                        |                                  |
| Obras Sanitarias                 | Buenos Aires                     |                                  |
| Peñarol                          | Mar del Plata                    |                                  |
| Quilmes                          | Mar del Plata                    |                                  |
| Regatas Corrientes               | Corrientes                       |                                  |
| River Plate                      | Buenos Aires                     |                                  |

| TNA 2004-05         | TNA 2004-05         | TNA 2004-05 |
| Equipo              | Ciudad              |             |
| ------------------- | ------------------- | ----------- |
| Asociación Mitre    | Tucumán             |             |
| Ciclista Juninense  | Junín               |             |
| Echagüe             | Paraná              |             |
| El Nacional         | Bahía Blanca        |             |
| Estudiantes         | Bahía Blanca        |             |
| Ferro Carril Oeste  | Buenos Aires        |             |
| Hindú               | Resistencia         |             |
| La Unión de Formosa | Formosa             |             |
| Náutico Hacoaj      | Tigre               |             |
| Olimpia Mami        | Venado Tuerto       |             |
| Pedro Echagüe       | Buenos Aires        |             |
| Quimsa              | Santiago del Estero |             |
| Regatas             | San Nicolás         |             |
| Sionista            | Paraná              |             |
| Tucumán BB          | Tucumán             |             |

## Formato de competencia
Play offs
Primera fase: Los treinta y un equipos se agruparon en parejas, donde los equipos se enfrentaron en modo de play-offs en la sede del equipo de la menor categoría. Resultó ganador de la serie aquel equipo que hubiese conseguido en la suma de ambos partidos la mayor cantidad de puntos a favor. Los quince ganadores avanzaron de fase, los perdedores dejaron de participar. Se especulaba con la participación de un decimosexto equipo por parte del TNA, sin embargo, la plaza quedó vacante y es por ello que un equipo de la LNB avanzó sin jugar, por sorteo, este equipo fue Obras Sanitarias.
Segunda fase: Los dieciséis equipos participantes, los quince ganadores y Obras Sanitarias, se emparejaron y disputaron duelos de ida y vuelta. Nuevamente, resultó ganador de la serie aquel equipo que hubiese conseguido en la suma de ambos partidos la mayor cantidad de puntos a favor. Los ocho ganadores avanzaron de fase, los perdedores dejaron de participar.
Tercera fase: Los ocho equipos participantes, se emparejaron y disputaron duelos de ida y vuelta. Nuevamente, resultó ganador de la serie aquel equipo que hubiese conseguido en la suma de ambos partidos la mayor cantidad de puntos a favor. Los cuatro ganadores avanzaron al cuadrangular final, los perdedores dejaron de participar.
Cuadrangular final
El cuadrangular final se disputó todos contra todos en tres días, entre el 17 y 19 de septiembre y en sede única, el Microestadio Luis Conde en la Ciudad de Buenos Aires. El mejor equipo se consagró campeón.

## Ronda clasificatoria

### Serie 1
|  | Cuartos de final                | Cuartos de final                | Cuartos de final                |    |               | Semifinales          | Semifinales          | Semifinales          |  |  | Final                 | Final                 | Final                 |
|  | 29 de agosto al 1 de septiembre | 29 de agosto al 1 de septiembre | 29 de agosto al 1 de septiembre |    |               | 3 al 8 de septiembre | 3 al 8 de septiembre | 3 al 8 de septiembre |  |  | 13 y 15 de septiembre | 13 y 15 de septiembre | 13 y 15 de septiembre |
|  |                                 |                                 |                                 |    |               |                      |                      |                      |  |  |                       |                       |                       |
|  | Sionista                        | 78                              | 63                              |    |               |                      |                      |                      |  |  |                       |                       |                       |
|  | Boca Juniors                    | 69                              | 95                              |    |               |                      |                      |                      |  |  |                       |                       |                       |
|  | Boca Juniors                    | 69                              | 95                              |    | Boca Juniors  | 89                   | 92                   |                      |  |  |                       |                       |                       |
|  |                                 |                                 |                                 |    | Boca Juniors  | 89                   | 92                   |                      |  |  |                       |                       |                       |
|  |                                 | Ciclista Juninense              | 78                              | 61 |               |                      |                      |                      |  |  |                       |                       |                       |
|  | Ciclista Juninense              | Ciclista Juninense              | 78                              | 61 | 87            | 97                   |                      |                      |  |  |                       |                       |                       |
|  | Ciclista Juninense              |                                 |                                 |    | 87            | 97                   |                      |                      |  |  |                       |                       |                       |
|  | Argentino (J)                   | 90                              | 87                              |    |               |                      |                      |                      |  |  |                       |                       |                       |
|  |                                 |                                 |                                 |    |               |                      |                      |                      |  |  | Boca Juniors          | 90                    | 92                    |
|  |                                 |                                 | Central Entrerriano             | 85 | 89            |                      |                      |                      |  |  |                       |                       |                       |
|  | Regatas (SN)                    | 87                              | 76                              |    |               |                      |                      |                      |  |  |                       |                       |                       |
|  | Belgrano (SN)                   | 99                              | 73                              |    |               |                      |                      |                      |  |  |                       |                       |                       |
|  | Belgrano (SN)                   | 99                              | 73                              |    | Belgrano (SN) | 87                   | 71                   |                      |  |  |                       |                       |                       |
|  |                                 |                                 |                                 |    | Belgrano (SN) | 87                   | 71                   |                      |  |  |                       |                       |                       |
|  |                                 | Central Entrerriano             | 83                              | 91 |               |                      |                      |                      |  |  |                       |                       |                       |
|  | Hindú (Resistencia)             | Central Entrerriano             | 83                              | 91 | 84            | 65                   |                      |                      |  |  |                       |                       |                       |
|  | Hindú (Resistencia)             |                                 |                                 |    | 84            | 65                   |                      |                      |  |  |                       |                       |                       |
|  | Central Entrerriano             | 89                              | 70                              |    |               |                      |                      |                      |  |  |                       |                       |                       |

Nota: el equipo situado en la primera fila definió como local la serie.

### Serie 2
|  | Cuartos de final                | Cuartos de final                | Cuartos de final                |    |              | Semifinales          | Semifinales          | Semifinales          |  |  | Final                 | Final                 | Final                 |
|  | 26 de agosto al 1 de septiembre | 26 de agosto al 1 de septiembre | 26 de agosto al 1 de septiembre |    |              | 3 al 6 de septiembre | 3 al 6 de septiembre | 3 al 6 de septiembre |  |  | 10 y 13 de septiembre | 10 y 13 de septiembre | 10 y 13 de septiembre |
|  |                                 |                                 |                                 |    |              |                      |                      |                      |  |  |                       |                       |                       |
|  | Estudiantes (BB)                | 74                              | 67                              |    |              |                      |                      |                      |  |  |                       |                       |                       |
|  | Conarpesa DM                    | 76                              | 113                             |    |              |                      |                      |                      |  |  |                       |                       |                       |
|  | Conarpesa DM                    | 76                              | 113                             |    | Conarpesa DM | 88                   | 87                   |                      |  |  |                       |                       |                       |
|  |                                 |                                 |                                 |    | Conarpesa DM | 88                   | 87                   |                      |  |  |                       |                       |                       |
|  |                                 | El Nacional                     | 79                              | 74 |              |                      |                      |                      |  |  |                       |                       |                       |
|  | El Nacional (BB)                | El Nacional                     | 79                              | 74 | 86           | 91                   |                      |                      |  |  |                       |                       |                       |
|  | El Nacional (BB)                |                                 |                                 |    | 86           | 91                   |                      |                      |  |  |                       |                       |                       |
|  | Gimnasia (CR)                   | 72                              | 76                              |    |              |                      |                      |                      |  |  |                       |                       |                       |
|  |                                 |                                 |                                 |    |              |                      |                      |                      |  |  | Conarpesa DM          | 64                    | 94                    |
|  |                                 |                                 | River Plate                     | 75 | 90           |                      |                      |                      |  |  |                       |                       |                       |
|  | Echagüe                         | 72                              | 74                              |    |              |                      |                      |                      |  |  |                       |                       |                       |
|  | River Plate                     | 98                              | 83                              |    |              |                      |                      |                      |  |  |                       |                       |                       |
|  | River Plate                     | 98                              | 83                              |    | River Plate  | 95                   | 91                   |                      |  |  |                       |                       |                       |
|  |                                 |                                 |                                 |    | River Plate  | 95                   | 91                   |                      |  |  |                       |                       |                       |
|  |                                 | Ferro                           | 91                              | 92 |              |                      |                      |                      |  |  |                       |                       |                       |
|  | Ferro                           | Ferro                           | 91                              | 92 | 96           | 67                   |                      |                      |  |  |                       |                       |                       |
|  | Ferro                           |                                 |                                 |    | 96           | 67                   |                      |                      |  |  |                       |                       |                       |
|  | Gimnasia (LP)                   | 66                              | 86                              |    |              |                      |                      |                      |  |  |                       |                       |                       |

Nota: el equipo situado en la primera fila definió como local la serie.

### Serie 3
|  | Cuartos de final       | Cuartos de final       | Cuartos de final       |     |         | Semifinales          | Semifinales          | Semifinales          |  |  | Final                 | Final                 | Final                 |
|  | 27 al 30 de septiembre | 27 al 30 de septiembre | 27 al 30 de septiembre |     |         | 3 al 6 de septiembre | 3 al 6 de septiembre | 3 al 6 de septiembre |  |  | 12 y 13 de septiembre | 12 y 13 de septiembre | 12 y 13 de septiembre |
|  |                        |                        |                        |     |         |                      |                      |                      |  |  |                       |                       |                       |
|  | Asociación Mitre       | 86                     | 86                     |     |         |                      |                      |                      |  |  |                       |                       |                       |
|  | Atenas                 | 96                     | 95                     |     |         |                      |                      |                      |  |  |                       |                       |                       |
|  | Atenas                 | 96                     | 95                     |     | Atenas  | 67                   | 89                   |                      |  |  |                       |                       |                       |
|  |                        |                        |                        |     | Atenas  | 67                   | 89                   |                      |  |  |                       |                       |                       |
|  |                        | Regatas Corrientes     | 63                     | 83  |         |                      |                      |                      |  |  |                       |                       |                       |
|  | La Unión de Formosa    | Regatas Corrientes     | 63                     | 83  | 77      | 85                   |                      |                      |  |  |                       |                       |                       |
|  | La Unión de Formosa    |                        |                        |     | 77      | 85                   |                      |                      |  |  |                       |                       |                       |
|  | Regatas Corrientes     | 98                     | 71                     |     |         |                      |                      |                      |  |  |                       |                       |                       |
|  |                        |                        |                        |     |         |                      |                      |                      |  |  | Atenas                | 73                    | 75                    |
|  |                        |                        | Libertad               | 79  | 80      |                      |                      |                      |  |  |                       |                       |                       |
|  | Quimsa                 | 75                     | 91                     |     |         |                      |                      |                      |  |  |                       |                       |                       |
|  | Ben Hur                | 88                     | 92                     |     |         |                      |                      |                      |  |  |                       |                       |                       |
|  | Ben Hur                | 88                     | 92                     |     | Ben Hur | 88                   | 82                   |                      |  |  |                       |                       |                       |
|  |                        |                        |                        |     | Ben Hur | 88                   | 82                   |                      |  |  |                       |                       |                       |
|  |                        | Libertad (S)           | 92                     | 102 |         |                      |                      |                      |  |  |                       |                       |                       |
|  | Tucumán BB             | Libertad (S)           | 92                     | 102 | 70      | 75                   |                      |                      |  |  |                       |                       |                       |
|  | Tucumán BB             |                        |                        |     | 70      | 75                   |                      |                      |  |  |                       |                       |                       |
|  | Libertad               | 85                     | 86                     |     |         |                      |                      |                      |  |  |                       |                       |                       |

Nota: el equipo situado en la primera fila definió como local la serie.

### Serie 4
|  | Cuartos de final   | Cuartos de final   | Cuartos de final   |    |                  | Semifinales         | Semifinales         | Semifinales         |  |  | Final                 | Final                 | Final                 |
|  | 28 al 30 de agosto | 28 al 30 de agosto | 28 al 30 de agosto |    |                  | 3 y 5 de septiembre | 3 y 5 de septiembre | 3 y 5 de septiembre |  |  | 10 y 12 de septiembre | 10 y 12 de septiembre | 10 y 12 de septiembre |
|  |                    |                    |                    |    |                  |                     |                     |                     |  |  |                       |                       |                       |
|  | -                  | -                  | -                  |    |                  |                     |                     |                     |  |  |                       |                       |                       |
|  | Obras Sanitarias   | -                  | -                  |    |                  |                     |                     |                     |  |  |                       |                       |                       |
|  | Obras Sanitarias   | -                  | -                  |    | Obras Sanitarias | 86                  | 79                  |                     |  |  |                       |                       |                       |
|  |                    |                    |                    |    | Obras Sanitarias | 86                  | 79                  |                     |  |  |                       |                       |                       |
|  |                    | Olimpia Mami       | 69                 | 71 |                  |                     |                     |                     |  |  |                       |                       |                       |
|  | Olimpia Mami       | Olimpia Mami       | 69                 | 71 | 70               | 79                  |                     |                     |  |  |                       |                       |                       |
|  | Olimpia Mami       |                    |                    |    | 70               | 79                  |                     |                     |  |  |                       |                       |                       |
|  | Estudiantes (O)    | 73                 | 69                 |    |                  |                     |                     |                     |  |  |                       |                       |                       |
|  |                    |                    |                    |    |                  |                     |                     |                     |  |  | Obras Sanitarias      | 91                    | 90                    |
|  |                    |                    | Quilmes            | 85 | 91               |                     |                     |                     |  |  |                       |                       |                       |
|  | Pedro Echagüe      | 73                 | 75                 |    |                  |                     |                     |                     |  |  |                       |                       |                       |
|  | Quilmes            | 75                 | 92                 |    |                  |                     |                     |                     |  |  |                       |                       |                       |
|  | Quilmes            | 75                 | 92                 |    | Quilmes          | 81                  | 93                  |                     |  |  |                       |                       |                       |
|  |                    |                    |                    |    | Quilmes          | 81                  | 93                  |                     |  |  |                       |                       |                       |
|  |                    | Peñarol            | 69                 | 95 |                  |                     |                     |                     |  |  |                       |                       |                       |
|  | Náutico Hacoaj     | Peñarol            | 69                 | 95 | 67               | 87                  |                     |                     |  |  |                       |                       |                       |
|  | Náutico Hacoaj     |                    |                    |    | 67               | 87                  |                     |                     |  |  |                       |                       |                       |
|  | Peñarol            | 91                 | 85                 |    |                  |                     |                     |                     |  |  |                       |                       |                       |

Nota: el equipo situado en la primera fila definió como local la serie.

## Cuadrangular final
| Equipo           | PG | PP | TF  | TC  | Dif  |
| ---------------- | -- | -- | --- | --- | ---- |
| Boca Juniors     | 3  | 0  | 284 | 272 | + 12 |
| River Plate      | 2  | 1  | 289 | 257 | + 32 |
| Libertad         | 1  | 2  | 266 | 277 | - 11 |
| Obras Sanitarias | 0  | 3  | 236 | 269 | - 33 |

| Fecha            |              | Partido | Partido | Partido |                  |
| ---------------- | ------------ | ------- | ------- | ------- | ---------------- |
| 17 de septiembre | Libertad     | 81      | -       | 97      | River Plate      |
| 17 de septiembre | Boca Juniors | 83      | -       | 81      | Obras Sanitarias |
| 18 de septiembre | River Plate  | 105     | -       | 82      | Obras Sanitarias |
| 18 de septiembre | Boca Juniors | 107     | -       | 104     | Libertad         |
| 19 de septiembre | Libertad (S) | 81      | -       | 73      | Obras Sanitarias |
| 19 de septiembre | Boca Juniors | 94      | -       | 87      | River Plate      |

Boca Juniors

Campeón

Tercer título

## Plantel campeón
| Jugador          |
| ---------------- |
| Juan Sartorelli  |
| Paolo Quinteros  |
| Fernando Malara  |
| Raheim Brown     |
| Martín Leiva     |
| Matías Sandes    |
| Sebastián Festa  |
| Juan Pablo Rotta |
| Alejandro Burgos |

Entrenador:  Sergio Santos Hernández